# Lice
Lice – miasto w Turcji, w prowincji Diyarbakır. W 2019 roku liczyło 9229 mieszkańców.